# Фондова борса Осло
Фондовата борса на Осло (на норвежки: Oslo Børs) (OSE: OSLO) е основен пазар за търгуване на дялове от норвежки компании.
Отваря в 9:00 и затваря в 17:30 местно време (CET) без съботите и неделите, и официалните празници .
Фондовата борса на Осло стартира в Кристиана Борс през 1819 г. В началото не е имало организирани списъци и фондова обмяна, а борсата е служела като място за среща на инвеститори.